# Bogdan Fechner
Bogdan Fechner (ur. 27 marca 1930 w Bydgoszczy, zm. 26 grudnia 2009) – polski fizyk, profesor nauk fizycznych, specjalizował się w fizyce ciała stałego oraz fizyce teoretycznej, nauczyciel akademicki Uniwersytetu im. Adama Mickiewicza w Poznaniu.

## Życiorys
Studia na poznańskim  Wydziale Fizyki i Matematyki UAM ukończył w 1955, gdzie został zatrudniony (1954) i zdobywał kolejne awanse akademickie. Stopień doktorski uzyskał w 1962, a habilitował się w 1976. Staż podoktorski odbył w King’s College London (1966). Pracował też jako profesor wizytujący na niemieckim Uniwersytecie Marcina Lutra w Halle (1971-1972, 1974-1975). Tytuł naukowy profesora nauk fizycznych został mu nadany w 1989 roku. Na macierzystym wydziale pracował jako profesor zwyczajny i kierownik (1987-2000) w Zakładzie Przemian Fazowych. W latach 1984–1985 pełnił funkcję dziekana tego wydziału.
Był członkiem Komitetu Fizyki PAN, Polskiego Towarzystwa Fizycznego oraz członkiem prezydium Rady Głównej Szkolnictwa Wyższego. Syn Stefana i Anny (z domu Apellt). Żonaty z Barbarą Rogowską, miał czworo dzieci. Został odznaczony m.in. Krzyżem Oficerskim Orderu Odrodzenia Polski, Złotym Krzyżem Zasługi oraz Medalem Komisji Edukacji Narodowej.